# تائیکی یامادا
تائیکی یامادا (ژاپنی: 山田 大樹؛ زادهٔ ۸ ژانویهٔ ۲۰۰۲) یک بازیکن فوتبال اهل ژاپن است.
از باشگاه‌هایی که در آن بازی کرده‌است می‌توان به باشگاه فوتبال کاشیما آنتلرز اشاره کرد.